# کتاب حبقوق

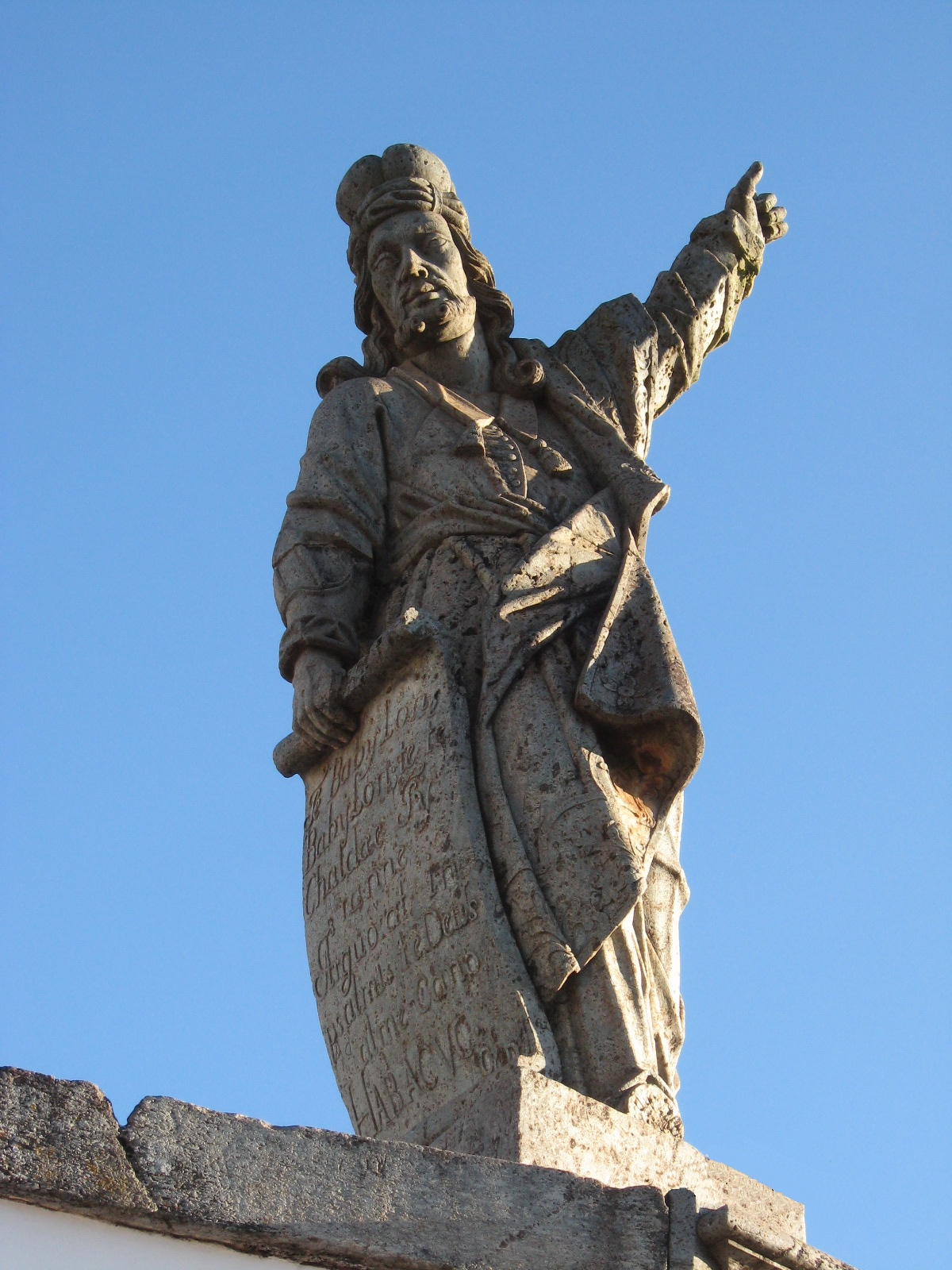
حبقوق پیامبر

کتاب حبقوق کتاب هشتم از دوازده کتاب پیامبران کهین در عهد عتیق می‌باشد. این کتاب منتسب به حبقوق نبی است که در قرن ۷ قبل از میلاد می‌زیسته‌است. از سه فصل کتاب، فصل اول و دوم به دیالوگ بین یهوه و پیامبر است. این پیام که «عادل بر اساس ایمان خود زندگی خواهد کرد» نقش مهمی در اندیشه مسیحی داشته است. فصل سوم ممکن است اضافه ای باشد که بعداً نوشته شده‌است.

## پیش زمینه

### نویسنده
حبقوق خود را به عنوان یک پیامبر معرفی می‌کند. حبقوق ممکن است از لاویان بوده باشد و در معبد سرود مذهبی می‌خوانده‌است. زندگی حبقوق به‌طور کامل مشخص نیست و زندگینامه او کمتر از هر فرد دیگری در کتاب مقدس مشخص است. نام او از ریشه عبری חבק به معنی در آغوش گرفتن است. در متون خاخام‌ها نوشته شده‌است که حبقوق ممکن است پسری باشد که توسط الیسع در دوم پادشاهان ۴:۱۶ به زندگی بازگردانده شده بود. نام حبقوق در بل و اژدها نیز تکرار شده‌است. در نسخه یونانی بل و اژدها حبقوق پسر یوشع از قبیله لوی خوانده شده‌است. در این کتاب حبقوق توسط فرشته ای به نزد دانیال در بیشه شیران برده می‌شود تا او را آرام کند.